# Театры Литвы
Список театров Литвы.

## Театры

### Вильнюс
- Вильнюсский театр «Леле» (Vilniaus teatras Lėlė)
- Вильнюсский малый театр (Vilniaus mažasis teatras)
- Государственный молодёжный театр Литвы (Lietuvos valstybinis jaunimo teatras)
- Национальный драматический театр Литвы (Lietuvos nacionalinis dramos teatras)
- Национальный театр оперы и балета Литвы (Lietuvos nacionalinis operos ir baleto teatras)
- Русский драматический театр Литвы (Lietuvos rusų dramos teatras)
- Театр на Погулянке
- Театр Оскараса Коршуноваса (Oskaro Koršunovo teatras)
- Польский театр в Вильнюсе (Polski Teatr w Wilnie) (Vilniaus lenkų teatras)
- Театр Вильнюсского университета «Минимум» (Vilniaus universiteto teatras „Minimum“)

### Каунас
- Каунасский государственный академический драматический театр (Kauno valstybinis akademinis dramos teatras)
- Каунасский государственный музыкальный театр (Kauno valstybinis muzikinis teatras) (en)
- Каунасский театр кукол (Kauno lėlių teatras)
- Каунасский камерный театр молодёжи (Kauno jaunimo kamerinis teatras)

### Клайпеда
- Клайпедский драматический театр (Klaipėdos dramos teatras)
- Клайпедский музыкальный театр (Klaipėdos muzikinis teatras)

### Паневежис
- Драматический театр Юозаса Мильтиниса (Panevėžio Juozo Miltinio dramos teatras)

### Шяуляй
- Шяуляйский драматический театр (Šiaulių dramos teatras)